# Olympische Sommerspiele 1992/Teilnehmer (Neuseeland)
| Gelbes Symbol für Goldmedaillen mit stilisierten Olympischen Ringen | Graues Symbol für Silbermedaillen mit stilisierten Olympischen Ringen | Braundes Symbol für Bronzemedaillen mit stilisierten Olympischen Ringen |
| ------------------------------------------------------------------- | --------------------------------------------------------------------- | ----------------------------------------------------------------------- |
| 1                                                                   | 4                                                                     | 5                                                                       |

Neuseeland nahm an den Olympischen Sommerspielen 1992 in der spanischen Metropole Barcelona mit 138 Sportlern sowie 70 Offiziellen teil.

## Flaggenträger
Der Reiter Mark Todd trug die Flagge Neuseelands während der Eröffnungsfeier im Olympiastadion.

## Medaillengewinner
Mit einer gewonnenen Gold-, vier Silber- und fünf Bronzemedaillen belegte das neuseeländische Team Platz 28 im Medaillenspiegel.

### Gold
- Barbara Kendall – Segeln, Windglider, Frauen

### Silber
- Victoria Latta, Andrew Nicholson & Blyth Tait – Reiten, Vielseitigkeit, Mannschaft
- Danyon Loader – Schwimmen, 200 Meter Schmetterling
- Donald Cowie & Rod Davis – Segeln, Star, Männer
- Leslie Egnot & Janet Shearer – Segeln, 470er, Frauen

### Bronze
- David Tua – Boxen, Schwergewicht
- Lorraine Moller – Leichtathletik, Marathon, Frauen
- Gary Anderson – Radsport, 4000 Meter Einzelverfolgung
- Blyth Tait – Reiten, Vielseitigkeitsturnier, Einzel
- Craig Monk – Segeln, Finn, Männer

## Teilnehmer nach Sportarten

### Badminton
Männer
- Dean Galt
Einzel: 1. Runde
Doppel: 1. Runde

- Kerrin Harrison
Einzel: 1. Runde
Doppel: 1. Runde

Frauen
- Tammy Jenkins
Doppel: 1. Runde

- Rhona Robertson
Einzel: 2. Runde
Doppel: 1. Runde

### Bogenschießen
Frauen
- Faye Johnstone
37. Platz

### Boxen
- Joe Figota
Halbmittelgewicht: 1. Runde

- Trevor Shailer
Halbweltergewicht: 1. Runde

- David Tua
Schwergewicht:  Bronze

### Fechten
- Gavin McLean
Degen: 45. Platz

### Hockey
Herren
- Scott Anderson, Peter Daji, David Grundy, Scott Hobson, Brett Leaver, Grant McLeod, Peter Miskimmin, Umesh Parag, Paresh Patel, Dave Penfold, John Radovonich, Craig Russ, Greg Russ, Jamie Smith, Anthony Thornton, Ian Woodley
8. Platz

Damen
- Christine Arthur, Tina Bell-Kake, Mary Clinton, Shane Collins, Sapphire Cooper, Sue Duggan, Kylie Foy, Susan Furmage, Elaine Jensen, Trudy Kilkolly, Anna Lawrence, Kieren O’Grady, Helen Shearer (Reserve), Mandy Smith, Robyn Toomey, Kate Trolove
8. Platz

### Judo
Männer
- Steve Corkin
Leichtgewicht: 17. Platz

- Graeme Spinks
Halbmittelgewicht: 22. Platz

Frauen
- Donna Hilton
Extraleichtgewicht: 13. Platz

- Nicola Morris
Halbmittelgewicht: 13. Platz

### Kanu
- Donald Johnstone
Einer-Kajak, Slalom: 25. Platz

- John MacDonald
Einer-Kajak, 500 Meter: Halbfinale
Einer-Kajak, 1000 Meter: Halbfinale

- Ian Ferguson & Paul MacDonald
Zweier-Kajak, 500 Meter: Halbfinale
Zweier-Kajak, 1000 Meter: 8. Platz

- Richard Boyle, Finn O’Connor, Stephen Richards & Mark Scheib
Vierer-Kajak, 1000 Meter: Halbfinale

### Leichtathletik
Männer
- Derek Froude
Marathon: 35. Platz

- Paul Gibbons
Kugelstoßen: kein gültiger Wurf in der Qualifikation

- Robbie Johnston
5000 Meter: Vorläufe

- Gavin Lovegrove
Speerwurf: 9. Platz

- Simon Poelman
Zehnkampf: DNF (kein gültiger Versuch im Weitsprung)

- Cameron Taylor
200 Meter: Viertelfinale

- Rex Wilson
Marathon: 16. Platz

Frauen
- Marguerite Buist
Marathon: DNF

- Anne Judkins
10 Kilometer Gehen: 9. Platz

- Lorraine Moller
Marathon:  Bronze

- Lesley Morton
10.000 Meter: Vorläufe

- Kirsten Smith
Speerwurf: 17. Platz in der Qualifikation

- Joanne Henry
Siebenkampf: DNF (kein gültiger Versuch im Hochsprung)

### Radsport
Männer
- Gary Anderson
4000 Meter Einzelverfolgung:  Bronze

- Jon Andrews
Sprint: 5. Runde
1000 m Zeitfahren: 7. Platz

- Tom Bamford
Straßenrennen: 73. Platz

- Brian Fowler
Straßenrennen: 59. Platz

- Glenn McLeay
Punktefahren: 4. Platz

- Graeme Miller
Straßenrennen: 51. Platz

- Brian Fowler, Paul Leitch, Graeme Miller & Christopher Nicholson
100 Kilometer Mannschaftszeitfahren: 10. Platz

- Gary Anderson, Nigel Donnelly, Carlos Marryatt, Glenn McLeay & Stuart Williams
4000 Meter Mannschaftsverfolgung: 7. Platz

- Glen Thomson (Reserve; kein Einsatz)

Frauen
- Joann Burke
Straßenrennen: 30. Platz

- Jacqui Nelson
3000 Meter Einzelverfolgung: 10. Platz

- Roz Reekie-May
Straßenrennen: 49. Platz

### Reiten
- Bruce Goodin
Springen, Einzel: 59. Platz in der Qualifikation
Springen, Mannschaft: 15. Platz

- Victoria Latta
Vielseitigkeit, Einzel: 4. Platz
Vielseitigkeit, Mannschaft:  Silber

- Andrew Nicholson
Vielseitigkeit, Einzel: 16. Platz
Vielseitigkeit, Mannschaft:  Silber

- Blyth Tait
Vielseitigkeit, Einzel:  Bronze
Vielseitigkeit, Mannschaft:  Silber

- Mark Todd
Springen, Einzel: DNF
Springen, Mannschaft: 15. Platz
Vielseitigkeit, Einzel: DNF
Vielseitigkeit, Mannschaft:  Silber

- Harvey Wilson
Springen, Einzel: 48. Platz in der Qualifikation
Springen, Mannschaft: 15. Platz

- Andrew Scott (Reserve; kein Einsatz)

### Ringen
- Grant Parker
Freistil, Halbschwergewicht: 2. Runde

- Shane Stannett
Freistil, Fliegengewicht: 3. Platz

### Rudern
Männer
- Eric Verdonk
Einer: 4. Platz

- Scott Brownlee, Campbell Clayton-Greene, Pat Peoples, Christopher White
Vierer ohne Steuermann: 6. Platz

- Bill Coventry, Toni Dunlop, Guy Melville, Carl Sheehan, Ian Wright
Vierer mit Steuermann: 11. Platz

- John McDermott (Reserve; kein Einsatz)

Frauen
- Philippa Baker & Brenda Lawson
Einer: 4. Platz

### Schießen
Männer
- Stephen Petterson
Kleinkaliber, liegend: 42. Platz

- Greg Yelavich
Luftpistole: 22. Platz
Freie Pistole: 37. Platz

Frauen
- Jocelyne Lees
Luftpistole: 42. Platz

### Schwimmen
Männer
- Trent Bray
200 Meter Freistil: 26. Platz

- Guy Callaghan
100 Meter Schmetterling: 28. Platz
200 Meter Schmetterling: 27. Platz

- Danyon Loader
400 Meter Freistil: 8. Platz
200 Meter Schmetterling:  Silber

- Simon Percy
100 Meter Rücken: 33. Platz
200 Meter Rücken: 28. Platz
200 Meter Lagen: 28. Platz

- Nick Sanders
50 Meter Freistil: 34. Platz
100 Meter Freistil: 36. Platz
100 Meter Schmetterling: 25. Platz

- John Steel
100 Meter Freistil: 13. Platz
200 Meter Freistil: 16. Platz

- Richard Tapper
400 Meter Freistil: 29. Platz

- Mark Weldon
50 Meter Freistil: 37. Platz

- Trent Bray, Nick Sanders, John Steel, Mark Weldon
100 Meter Freistilstaffel: 9. Platz

- Trent Bray, Danyon Loader, John Steel, Richard Tapper
200 Meter Freistilstaffel: 11. Platz

Frauen
- Toni Jeffs
50 Meter Freistil: 27. Platz
100 Meter Freistil: 29. Platz

- Philippa Langrell
400 Meter Freistil: 9. Platz
800 Meter Freistil: 4. Platz
400 Meter Lagen: 17. Platz

- Anna Simcic
100 Meter Rücken: 11. Platz
200 Meter Rücken: 5. Platz

### Segeln
- Jenny Armstrong
Frauen, Finn: 4. Platz

- Barbara Kendall
Frauen, Windsurfen  Gold

- Bruce Kendall
Männer, Windsurfen 4. Platz

- Craig Monk
Männer, Finn:  Bronze

- Jon Bilger & Craig Greenwood
Männer, 470er: 7. Platz

- Donald Cowie & Rod Davis
Star:  Silber

- Leslie Egnot & Janet Shearer
Frauen, 470er:  Silber

- Brian Jones & Rex Sellers
Tornado: 4. Platz

- Murray Jones & Greg Knowles
Flying Dutchman: 4. Platz

- Russell Coutts, Simon Daubney & Graham Fleury
Soling: 8. Platz

### Tischtennis
Männer
- Hagen Bower
Einzel: 49. Platz
Doppel: 25. Platz

- Peter Jackson
Einzel: 33. Platz
Doppel: 25. Platz

Frauen
- Li Chunli
Einzel: 17. Platz

### Wasserspringen
Frauen
- Tania Paterson
Turmspringen: 24. Platz in der Qualifikation